# 諾登02足球俱樂部
諾登02足球俱樂部（FF Norden 02 Weiswampach-Hupperdange）是盧森堡的一家足球俱樂部。主場位於魏斯灣帕赫。球隊創建于2002年，是由兩家球隊合併創建的。